# David Dibben
David Dibben (nascidos 1 de dezembro de 1958) é um ex-ciclista caimanês. Ele representou as Ilhas Cayman em dois eventos durante os Jogos Olímpicos de Los Angeles 1984.